# 박홍자
박홍자(朴紅子)는 대한민국의 서울신탁은행 소속 탁구 선수였다. 1978년 태국 방콕 아시안게임에서 단체 은메달을 획득하였다.